# Хим (джудже)
Хим е името на един от синовете на калпавото джудже Мим.
Хим е убит от Андрог със стрела, докато бягал заедно с брат си Ибун и баща си от Турин и разбойниците.